# 等容舒张时间

心动周期的威格斯圖，上方的第三个标记为等容舒张时间

等容舒张时间（英語：Isovolumic relaxation time，缩写IVRT）是心动周期中的一个时间间隔，此时主动脉瓣和二尖瓣处于关闭状态，心室舒张，心室内压力不断下降，相当于第二心音（S2）的发生时间。